# 加尔迪瓦拉
加尔迪瓦拉（Gardhiwala），是印度旁遮普邦Hoshiarpur县的一个城镇。总人口6263（2001年）。

## 人口
该地2001年总人口6263人，其中男性3277人，女性2986人；0—6岁人口636人，其中男330人，女306人；识字率78.59%，其中男性为82.79%，女性为73.98%。